# Merzligen
Merzligen est une commune suisse du canton de Berne, située dans l'arrondissement administratif du Seeland.

## Monument
À St. Niklaus se trouve un monument qui rappelle le combat entre Bernois et Français le 5 mars 1798 où a pris part la Légion fidèle.